# Hornhautbank
Eine Hornhautbank ist eine Institution, die menschliche Hornhäute des Auges oder Skleramaterial sowie manchmal auch andere Gewebe des Auges sammelt (Augenbank), in der Regel durch Organkultur konserviert, eine Qualitätssicherung vornimmt, und für vornehmlich eine Keratoplastik zur Verfügung stellt. Weitere Aufgabenbereiche sind die Verwaltung einer Warteliste und die Bereitstellung von Amniontransplantaten.